# Vlastimirović

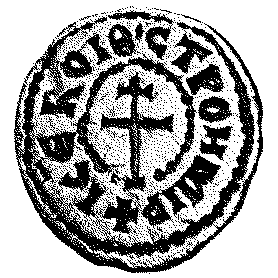
Sigillo del principe Stroimiro di Serbia, risalente alla fine del IX secolo

I Vlastimirović (in serbo Властимировић?, pl. Vlastimirovići / Властимировићи) furono la prima dinastia reale di etnia serba di cui si ha conoscenza; il nome deriva dal suo fondatore eponimo, il principe Vlastimiro (regnante intorno all'831-851), la cui autorità fu riconosciuta anche dall'Impero bizantino. La dinastia si affermò con l'Arconte sconosciuto, un sovrano il cui nome non è noto e che regnò durante il regno dell'imperatore Eraclio I (r. 610-641). La dinastia dei Vlastimirović regnò sul Principato di Serbia fino al 960-970, quando alcune delle terre serbe furono incorporate direttamente dall'Impero bizantino.

## Storia
Le vicende storiche legate al principato serbo alto-medievale e alla dinastia dei Vlastimirović sono fornite essenzialmente dal De administrando imperio ("Sul governo dell'Impero, abbreviato in "DAI"), un'opera compilata dall'imperatore bizantino Costantino VII Porfirogenito (regnante dal 913 al 959). Nel corso di otto capitoli, egli descrive l'insediamento dei serbi e la loro storia iniziale fino all'epoca in cui visse l'autore. Il 32º capitolo, incluso il sotto-capitolo intitolato Sui serbi e le terre che attualmente abitano, fornisce una breve cronistoria sull'origine dei serbi, sulla loro patria e prosegue con la storia dei membri della più antica famiglia regnante dei serbi.

### I primi sovrani

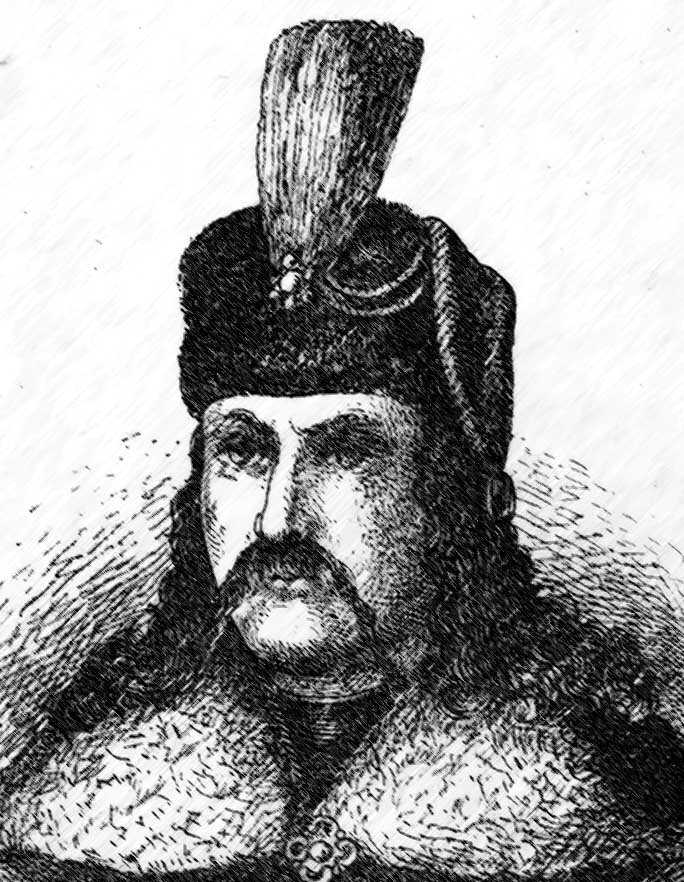
Ritratto immaginario del principe Viseslao realizzato da Kosta Mandrović nel 1885

Il capostipite, secondo Costantino VII Porfirogenito, fu un principe di cui non viene fornito il nome e che viene storiograficamente identificato come "Arconte sconosciuto" che condusse i serbi nell'Europa sudorientale durante il regno di Eraclio I (r. 610-641). L'autore dichiara a proposito dei più antichi membri della famiglia: «Come principe serbo fuggito presso l'imperatore Eraclio» al tempo «in cui la Bulgaria era sotto il dominio Rhōmaíōn» (cioè prima della costituzione del Khanato bulgaro del Danubio nel 680), «per successione, suo figlio, e poi il nipote, e così via, della sua famiglia hanno regnato come principi. Dopo alcuni anni è nato Višeslao, e da lui Radoslao, e da lui Prosigoj, e da lui Vlastimiro». L'epoca e le circostanze in cui si affermarono i primi tre sovrani serbi restano pressoché sconosciute. Si suppone che Viseslao abbia governato nel 780 circa, ma non è chiaro quando Radoslao e Prosigoj avrebbero governato. Si ipotizza che uno di questi ultimi due fosse al potere quando i serbi vengono menzionati nel capitolo dedicato all'822 negli Annales Regni Francorum («i Serbi, di cui si dice che detengano la gran parte della Dalmazia»; ad Sorabos, quae natio magnam Dalmatiae partem obtinere dicitur). Secondo John Van Antwerp Fine, sarebbe difficile da immaginare la presenza di serbi in quella regione, poiché le fonti romee si limitano a indicare come zona di insediamento la sola costa meridionale. Non si può tuttavia escludere del gruppo che esistessero effettivamente piccole minoranze in quella regione. Secondo alcuni autori, l'impiego del termine "Dalmazia" nell'822 e nell'833 come antico etimo geografico da parte degli autori degli Annales Regni Francorum dimostrerebbe la loro scarsa conoscenza dell'effettiva estensione territoriale della regione (secondo la loro concezione, la Dalmazia avrebbe compreso la costa, l'entroterra e avrebbe raggiunto a nord come punto massimo le rive del fiume Sava e a est quelle dell'Ibar). Il pronipote di Viseslao, Vlastimiro, iniziò a governare nell'830: si tratta del più antico sovrano serbo su cui si conoscono informazioni più certe.

### Vlastimiro, Mutimiro e Pribislavo

Europa centrale e sudorientale intorno all'850

Vlastimiro, subentrato al padre Prosigoj nell'830 circa, riuscì a riunire varie tribù serbe. I Serbi vivevano in stato di grande agitazione e avevano deciso di coalizzarsi, in quanto forse allarmati a causa delle nuove campagne espansionistiche dell'Impero bulgaro verso i loro confini. È pertanto probabile che la preoccupazione principale riguardava la paura che l'egemonia dei bulgari potesse giungere anche a sud, in Macedonia. L'imperatore Teofilo (r. 829-842) fu riconosciuto come signore nominale sui serbi e, con grande verosimiglianza, li incoraggiò a contrastare i bulgari. In quel frangente storico, era comunque in vigore il trattato di pace trentennale stipulato tra bizantini e bulgari nell'815.
Secondo Costantino VII, i serbi e i bulgari avevano convissuto pacificamente come vicini fino all'invasione bulgara dell'839 (negli ultimi anni di vita di Teofilo). Non si sa cosa scatenò effettivamente la guerra, dato che Porfirogenito non fornisce un resoconto esaustivo. È infatti ignoto se essa scoppiò per via del deterioramento delle relazioni serbo-bulgare dovuto alle conquiste bulgare compiute a sud-est oppure per via dell'inasprimento delle relazioni bilaterali bizantino-bulgare. Non è improbabile che l'imperatore bizantino abbia giocato un ruolo nel conflitto: essendo in guerra con gli arabi, potrebbe aver spinto i serbi a scacciare i soldati bulgari dalla Macedonia occidentale, azione che avrebbe giovato anche a lui. Zlatarski suppone che l'imperatore avesse offerto ai serbi la completa indipendenza in cambio. Secondo Porfirogenito, i bulgari volevano continuare la loro conquista delle terre slave e sottomettere i serbi, alleati di Costantinopoli. Presiano I (r. 836-852) invase il territorio serbo nell'839, scatenando un conflitto che si trascinò per tre anni e terminato con la vittoria dell'esercito serbo capeggiato da Vlastimiro. Quest'ultimo espulse Presiano dalla Serbia, causando molte vittime tra le file avversarie e impedendogli di compiere nuove acquisizioni. I Serbi poterono confidare sulla loro conoscenza della geografia locale, considerando che sfruttano in maniera efficace la presenza di foreste e gole. Secondo Živković, è possibile che l'attacco bulgaro sia avvenuto dopo il fallimento dell'invasione della Struma e del Mesta nell'846 (illustrata nella sezione successiva): Presiano potrebbe aver radunato il suo esercito e essersi diretto in Serbia, mentre Vlastimiro potrebbe aver partecipato alle guerre bulgaro-bizantine, esponendosi al rischio che Presiano rispondesse con la forza a un coinvolgimento diretto della Serbia.
Dopo la vittoria sui bulgari, il prestigio di Vlastimiro aumentò e, secondo Fine, egli continuò a espandersi verso ovest, conquistando la Bosnia e l'Erzegovina (nota come Hum). Vlastimiro diede in sposa sua figlia a Krajina, figlio di uno zupano locale di Trebigne, Beloje, nell'847/848 circa. In virtù di questo matrimonio, Vlastimiro elevò il titolo di Krajina ad «arconte». La famiglia dei Belojević acquisì così il diritto di governare la Travunia. Krajina ebbe un figlio di nome Hvalimir, che in seguito sarebbe succeduto come zupano di Travunia. Dalla figlia di Vlastimir, Krajina ebbe un figlio di nome Hvalimir, che in seguito sarebbe succeduto come zupano di Travunia. L'intenzione di Vlastimiro di legarsi alla casa regnante della Travunia dimostra, nel contesto, che la sua reputazione tra i vicini arconti e zupani serbi appariva in crescita, così come l'importanza politica e la forza militare della Serbia. È possibile che, prima del regno di Vlastimiro, lo zupano di Travunia cercasse di liberarsi dall'influenza serba, ma che Vlastimiro avesse trovato un compromesso ideale combinando il matrimonio politico di sua figlia con Krajina. L'elevazione del titolo di Krajina (che comportava l'indipendenza pratica della Travunia) suggerisce fortemente che Vlastimiro era un sovrano cristiano che comprendeva molto bene l'ideologia monarchica sviluppatasi nell'Alto Medioevo.
Poco dopo l'846, con la fine della pace dei trent'anni, Malamiro (o Presiano) invase le regioni della Struma e del Mesta, con Teodora Armena (r. 842-855, moglie di Teofilo) che reagì attaccando la Tracia settentrionale. Conclusa una breve pace, Malamiro pianificò prima e procedette poi all'invasione della Macedonia. La Bulgaria impose il proprio dominio anche sulla Morava, regione di confine con i serbi; nell'844, un anonimo geografo bavarese cita i «Merehani» come popolo situato a cavallo tra i bulgari e i boemi. I romei erano attivi anche nell'entroterra della Dalmazia, a ovest della Serbia; lo stratego delle città della Dalmazia entrò in conflitto con un vassallo franco, il duca Trpimir I di Croazia, nell'846/848, ma venne sconfitto da quest'ultimo.
La sconfitta dei bulgari, che nel IX secolo risultavano una delle maggiori potenze dell'Europa sud-orientale, dimostra che la Serbia era uno Stato organizzato, pienamente in grado di difendere i propri confini e dotato di un'organizzazione militare e amministrativa molto elevata. Non è noto se all'epoca di Vlastimiro la Serbia disponesse di un sistema di fortificazioni e avesse sviluppato strutture militari con ruoli ben definiti degli zupani.
Il principe Mutimiro (r. 851 circa-891), figlio di Vlastimiro, riuscì a sconfiggere nuovamente i bulgari nell'834-835, facendo anche prigioniero il figlio del khan bulgaro Vladimiro. A seguito della firma di una pace, gli anni compresi tra la fine del IV secolo e l'inizio del X furono segnati da guerre dinastiche interne. Uno dei primi scontri si verificò nell'892, il principe Pribislavo Mutimirović fu rovesciato da suo cugino, il principe Petar Gojniković.
In ambito religioso, verso la metà del IX secolo il processo di cristianizzazione della Serbia si avvicinò verso la conclusione pressoché in concomitanza con l'istituzione dell'eparchia di Ras, creata quando a capo dell'impero bizantino vi era Basilio I.

### Petar, Pavle, Zaharija e Časlav

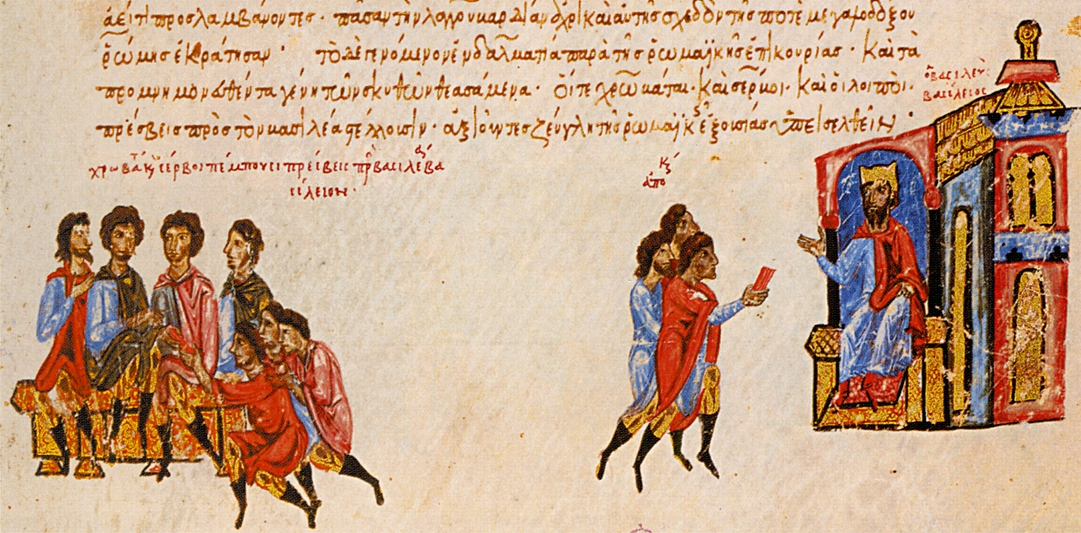
L'imperatore Basilio I riceve le delegazioni di croati e serbi

Dooo aver sbaragliato una serie di pretendenti, il principe Petar Gojniković fu riconosciuto come legittimo sovrano dalla Bulgaria, all'epoca la principale potenza del sud-est europeo, malgrado la pace non sembrava destinata a durare. I bizantini avevano inviato un delegato in Serbia promettendo una maggiore indipendenza di quella regione qualora Petar avesse guidato un esercito contro i bulgari. Un alleato di questi ultimi, Michele Višević, che vedeva in Petar una minaccia per via della conquista appena compiuta dal principe serbo della Bosnia e della Neretva, venne a sapere delle trattative in corso con i bizantini e avvertì lo zar bulgaro, Simeone I il Grande. Questi inviò in seguito inviò un suo protetto, Pavle Branović, a governare la Serbia. Nel frattempo Zaharija Pribislavljević, un altro membro della dinastia dei Vladimirović, giunse con il supporto dei romei in Serbia allo scopo di impossessarsi del trono, ma fu catturato da Pavle e poi spedito in Bulgaria. Pavle fu quindi avvicinato dai bizantini, che lo convinsero avanzando ricche promesse, mentre al contrario Zaharija venne convinto dai bulgari a fare il percorso opposto. Pavle progettò un attacco alla Bulgaria, ma lo zar Simeone fu nuovamente avvertito e inviò Zaharija con un esercito, promettendogli il trono se avesse sconfitto Pavle, cosa che fece. Zaharija riprese presto la sua alleanza bizantina, unendo anche diverse tribù slave lungo il confine comune per ribellarsi ai bulgari. Diversi generali bulgari furono decapitati e le loro teste inviate a Costantinopoli da Zaharija come simbolo di fedeltà. Nel 924 un grande esercito bulgaro guidato da Časlav Klonimirović, il cugino di secondo grado, devastò la Serbia, costringendo Zaharija alla fuga. Anziché insediare Časlav, tuttavia, i Bulgari annessero la Serbia tra il 924 e il 927.
Il principe Časlav salì al trono nel 927, alla morte dello zar bulgaro, e concluse immediatamente un'alleanza con l'Impero bizantino. L'influenza ortodossa orientale aumentò notevolmente e Časlav mantenne stretti legami con i Bizantini per tutto il suo regno. Egli estese la Serbia, unendo le tribù di Bosnia, Erzegovina, Vecchia Serbia e Montenegro (le quali comprendevano le regioni della Pagania, della Zaclumia, della Travunia, del Konavle, di parte della Bosnia e della Rascia). Časlav si impadronì delle regioni precedentemente detenute da Michele Višević, che scompare dalle cronache storiche nel 925. Il De administrando imperio descrive con accuratezza l'estensione del suo regno, riferendo che la Serbia si estendeva dalle coste del Mar Adriatico e fino alla valle della Grande Morava, passando dal fiume Sava e l'odierna Albania settentrionale.
Le informazioni scritte sulla prima dinastia terminano con la morte di Časlav.

## Eventi successivi
Tra il 971 e il 976, mentre era in corso il regno dell'imperatore Giovanni Zimisce (r. 969-976), fu istituito il Catepanato di Ras, una regione compresa nel territorio bizantino. La principale fonte relativa all'esistenza stessa del catepanato e al suo funzionamento è un sigillo dello stratego di Ras, risalente all'epoca dell'imperatore Giovanni. Il sigillo apparteneva a un «protospatario e catepano di Ras» di nome Giovanni, l'unico titolare noto della carica. Il catepanato ebbe vita breve, come il resto delle istituzioni bizantine nelle terre bulgare e serbe. Dopo la morte dell'imperatore Giovanni (976), la restaurazione del Primo Impero bulgaro ad opera della dinastia dei Cometopuli e il conseguente scoppio di numerosi ribellioni nella regione costrinse i Bizantini ad abbandonare l'area. Dopo il 976, la regione fu dominata dal restaurato Impero bulgaro, che aveva relazioni complesse con i vicini principi serbi. Il dominio bizantino nella regione fu ripristinato nel 1018, sotto l'imperatore Basilio II (morto 1025), e vennero istituite nuove unità amministrative nelle terre serbe.
Cinque decenni dopo, Jovan Vladimir, che rimase al potere come vassallo bulgaro esercitando la sua autorità da Antibari. Un possibile discendente, Stefano Vojislav, guidò numerose rivolte tra 1030 e 1040 contro l'imperatore bizantino, la cui autorità di estendeva sulle terre serbe, ottenendo l'indipendenza nel 1042. Il regno di Vojislav comprendeva tutte le terre possedute in precedenza da Časlav Klonimirovic; egli divenne inoltre l'eponimo della seconda dinastia serba, quella dei Vojislavljevici, che erano originari della Doclea. Quest'ultima potrebbe essere stata un ramo cadetto della dinastia dei Vlastimirović. Un ramo cadetto della dinastia Vojislavljević, i Vukanovići, emerse come terza dinastia tra 1090 e 1100. Il nome della stessa si deve al gran principe Vukan di Rascia (l'entroterra) sotto il cugino e re di Doclea Costantino Bodin (r. 1080 circa-1090), ma che rinunciò a qualsiasi signoria nel 1091, quando eseguì delle incursioni in molte città bizantine del Kosovo e della Macedonia. Infine, la dinastia dei Nemanjić, la più potente della storia serba, fu fondata da Stefano Nemanja, anch'egli discendente della stessa linea.

## Albero genealogico
Di seguito un elenco dei membri noti della dinastia. In parentesi sono riportati gli anni in cui regnarono.
- Arconte sconosciuto (~610–641), Guida dei serbi e degli Sclaviniae bizantini (abitanti di etnia slava situati in territorio romeo) sotto Eraclio I.
- Viseslao (780 circa)
- Radoslao (~800–822)
- Prosigoj (822-836)
- Vlastimir (836–~850) (fondatore), sconfisse i bulgari nella guerra bulgaro-serba dell'839–842.
- Mutimiro (~850 – † 891–893), sconfisse i bulgari nella guerra bulgaro-serba dell'853.
- Pribislavo Mutimirović, (~891–893)
- Zaharija (921-924), insediato sul trono con il favore dei bizantini, fu destituito dai bulgari
- Bran Mutimirović, pretendente al trono nell'895-866
- Pavle (~917–921), insediato sul trono con il favore dei bulgari, fu destituito dai bizantini
- Stefano Mutimirović
- Stroimiro, vassallo di Mutimiro, più tardi venne inviato dal khan bulgaro Boris
- Clonimiro
- Časlav (927-960), liberò le terre serbe dall'occupazione bulgara e unificò la Serbia
- Goinico, vassallo di suo fratello Mutimiro, più tardi giunse come prigioniero dal khan Boris
- Petar Gojniković (~892–918), catturato dai bulgari, morì da prigioniero
- Una figlia dal nome ignoto, sposò Krajina Belojević

### Esplicative
1. ↑  In ambito storiografico, la dinastia è identificata come Vlastimirović, un patronimico che deriva da Vlastimiro. Di rado viene altresì indicata come dinastia dei Višeslavić (in serbo Вишеславић?; pl. Višeslavići / Вишеславићи) o dei Vojislavić (in serbo Војиславић?, pl. Vojislavići / Војиславићи), dal nome di Viseslao o Vojislav, bisnonno di Vlastimiro. Un'ulteriore espressione utilizzata dagli storici è la locuzione «l'antica dinastia serba»: Samardžić e Duškov (1993), p. 24.

### Bibliografiche
1. ↑  De administrando imperio, cap. 32.
2. 1 2  De administrando imperio, p. 155.
3. ↑  Samardžić e Duškov (1993), p. 24.
4. 1 2  Fine (2010), p. 35.
5. ↑  Annales Regni Francorum, anno 822.
6. ↑  (HR) Mladen Ančić, Od karolinškoga dužnosnika do hrvatskoga vladara. Hrvati i Karolinško Carstvo u prvoj polovici IX. stoljeća [Dal funzionario carolingio al sovrano croato. I croati e l'impero carolingio nella prima metà del IX secolo], in Zavod Za Povijesne Znanosti HAZU U Zadru, vol. 40, 1998,  p. 32.
7. ↑  Živković (2008), pp. 63, 253.
8. ↑  Živković (2008), p. 208.
9. 1 2 3 4  Fine (1991), p. 141.
10. 1 2 3 4 5 6  Bury (1912), p. 372.
11. ↑  Fine (1991), pp. 109-110.
12. 1 2 3 4 5 6  Runciman (1930), p. 88.
13. ↑  Runciman (1930), p. 72.
14. 1 2  Fine (1991), p. 110.
15. ↑  Zlatarski (1918), f. 17.
16. ↑  Fine (1991), pp. 108, 110.
17. ↑  Živković (2006), pp. 14-15.
18. ↑  Živković (2008), pp. 222-223.
19. ↑  De administrando imperio, p. 161.
20. ↑  Živković (2006), p. 17.
21. 1 2  Živković (2006), p. 18.
22. ↑  Komatina (2010), p. 21.
23. ↑  Živković (2006), p. 19.
24. ↑  Vlasto (1970), p. 208.
25. ↑  Fine (1991), p. 148.
26. ↑  Fine (1991), p. 149.
27. ↑  Fine (1991), p. 150.
28. 1 2  Treadgold (1997), p. 476.
29. 1 2 3 4  Fine (1991), p. 152.
30. 1 2  Treadgold (1997), p. 479.
31. 1 2  Fine (1991), p. 153.
32. ↑  Fine (1991), p. 159.
33. ↑  Krsmanović (2008), p. 189.
34. 1 2  Stephenson (2003a), p. 42.
35. 1 2  Stephenson (2003b), p. 122.
36. ↑  Nesbitt e Oikonomides (1991), pp. 100-101.
37. ↑  Ćirković (2004), p. 20.

### Fonti primarie
- Costantino Porfirogenito, De administrando imperio, a cura di Gyula Moravcsik, traduzione di Romillyi J. H. Jenkins, Dumbarton Oaks Center for Byzantine Studies, 1967, ISBN 978-0-88402-021-9.
- Annales Regni Francorum (opera completa), su thelatinlibrary.com. URL consultato il 17 settembre 2021.
- John Nesbitt e Nicolas Oikonomides, Catalogue of Byzantine Seals at Dumbarton Oaks and in the Fogg Museum of Art, 1: Italy, North of the Balkans, North of the Black Sea, Washington DC, Dumbarton Oaks Research Library and Collection, 1991, ISBN 0-88402-194-7.

### Fonti secondarie
- (EN) John B. Bury, A History of the Eastern Empire from the Fall of Irene to the Accession of Basil I. (A.D. 802-867), Londra, Macmillan, 1912, ISBN 978-12-75-59462-3.
- (EN) Sima Ćirković, The Serbs, Malden, Blackwell Publishing, 2004, ISBN 978-14-05-14291-5.
- (EN) John Van Antwerp Jr. Fine, The Early Medieval Balkans: A Critical Survey from the Sixth to the Late Twelfth Century, Ann Arbor, University of Michigan Press, 1991, ISBN 0-472-08149-7.
- (EN) John Van Antwerp Jr. Fine, When Ethnicity Did Not Matter in the Balkans: A Study of Identity in Pre-Nationalist Croatia, Dalmatia, and Slavonia in the Medieval and Early-Modern Periods, Ann Arbor, University of Michigan Press, 2010, ISBN 978-04-72-02560-2.
- (EN) Predrag Komatina, The Slavs of the mid-Danube basin and the Bulgarian expansion in the first half of the 9th century, n. 47, Zbornik radova Vizantološkog instituta, 2010,  pp. 55-82.
- (EN) Bojana Krsmanović, The Byzantine Province in Change: On the Threshold Between the 10th and the 11th Century, Belgrado, Institute for Byzantine Studies, 2008, ISBN 978-96-03-71060-8.
- (EN) Steven Runciman, A History of the First Bulgarian Empire, Londra, G. Bell & Sons, 1930, ISBN 978-05-98-74922-2.
- (EN) Radovan Samardžić e Milan Duškov, Serbs in European Civilization, Belgrado, Nova, Serbian Academy of Sciences and Arts, Institute for Balkan Studies, 1993, ISBN 978-86-75-83015-3.
- (EN) Paul Stephenson, The Legend of Basil the Bulgar-Slayer, Cambridge, Cambridge University Press, 2003a, ISBN 978-05-21-81530-7.
- (EN) Paul Stephenson, The Balkan Frontier in the Year 1000, in Byzantium in the Year 1000, BRILL, 2003b,  pp. 109-134, ISBN 978-90-04-12097-6.
- (EN) Warren Treadgold, A History of the Byzantine State and Society, Stanford, Stanford University Press, 1997, ISBN 0-8047-2630-2.
- (EN) Alexis P. Vlasto, The Entry of the Slavs into Christendom: An Introduction to the Medieval History of the Slavs, Cambridge, Cambridge University Press, 1970, ISBN 978-05-21-07459-9.
- (SR) Tibor Živković, Портрети српских владара: IX-XII век [Ritratti di sovrani serbi (secoli IX-XII)], Belgrado, Zavod za udžbenike, 2006, ISBN 86-17-13754-1.
- (EN) Tibor Živković, Forging unity: The South Slavs between East and West 550-1150, Belgrado, Istorijski institut, Čigoja štampa, 2008.